# Kurmanbek Nurlanbekov
Kurmanbek Nurlanbekov (Biskek, 1 de abril de 2004) es un futbolista kirguís, que juega en la demarcación de portero para el FC Dordoi Bishkek de la Liga de fútbol de Kirguistán.

## Selección nacional
Tras jugar en las categorías inferiores de la selección, finalmente hizo su debut con la selección de fútbol de Kirguistán el 25 de diciembre de 2023 en un encuentro amistoso contra Uzbekistán que finalizó con un resultado de 4-1 tras los goles de Abbosbek Fayzullaev, Jaloliddin Masharipov, Azizbek Amonov y Golib Gaybullayev para el combinado uzbeko, y de Bakhtiyar Duyshobekov para Kirguistán.

## Clubes
| Club              | País       | Año       | Partidos | Goles |
| ----------------- | ---------- | --------- | -------- | ----- |
| Ilbirs Bishkek FC | Kirguistán | 2021-2022 | 43       | 2     |
| FC Dordoi Bishkek | Kirguistán | 2023-     | 21       | 0     |